# SWB Bus und Bahn
Die Stadtwerke Bonn Verkehrs-GmbH (SWBV) (SWB bzw. SWB-V) – auch unter dem Namen SWB Bus und Bahn tätig – ist ein kommunales Verkehrsunternehmen in Bonn und Umgebung. Sie ist über eine Beteiligungsgesellschaft 100-prozentiges Tochterunternehmen der Stadtwerke Bonn und nimmt am Verkehrsverbund Rhein-Sieg (VRS) teil.
Die SWB-V verfügt über mehrere Tochterunternehmen und Beteiligungen. Neben einer nicht an den Tarifvertrag für den öffentlichen Dienst (TVöD) gebundenen Fahrbetriebsgesellschaft (SWB Mobil) mit geringeren Löhnen ist sie gemeinsam mit dem Rhein-Sieg-Kreis Eigentümer der Elektrischen Bahnen der Stadt Bonn und des Rhein-Sieg-Kreises oHG (SSB), deren Betriebsführung ihr seit 2004 obliegt. Außerdem ist die SWB-V an der Regionalverkehr Köln GmbH (RVK) beteiligt und hatte von 2004 bis Anfang 2019 die Betriebsführung des Busunternehmens Transdev SZ (früher: SZ Verkehrsbetriebe) im nördlichen Rheinland-Pfalz. Im Sommer 2005 wurde außerdem die Verkehrsbetriebe Westfalen-Süd AG (VWS) (Siegen) übernommen, die 2008 zum Verkauf ausgeschrieben wurde.

## Allgemeines
SWB Bus und Bahn und die Elektrischen Bahnen der Stadt Bonn und des Rhein-Sieg-Kreises (SSB) befördern jährlich ca. 92 Millionen Fahrgäste mit insgesamt 50 Buslinien, davon elf Gemeinschaftslinien (Gemeinschaftskonzession mit RSVG und/oder KVB) und zehn Nachtbuslinien, plus sechs Stadtbahnlinien und drei Straßenbahnlinien im Bonner Stadtgebiet, Siegburg, Königswinter und Bad Honnef (Gebiet des Rhein-Sieg-Kreises). Der heute einheitliche Betrieb von sechs Stadtbahn-, drei Straßenbahn- und 50 Buslinien geht auf etliche Einzelbetriebe zurück. So wird die Linie 66 nach Siegburg von den Stadtwerken zusammen mit den Elektrischen Bahnen der Stadt Bonn und des Rhein-Sieg-Kreises (SSB, 50-prozentiges Tochterunternehmen der SWB-V) und die Linien 16 und 18 zusammen mit den Kölner Verkehrs-Betrieben (KVB) betrieben. Letztere verkehren zwischen Köln und Bonn auf dem Streckennetz der Häfen und Güterverkehr Köln (HGK) nach Eisenbahnbestimmungen, weswegen die SWB-V auch als Eisenbahnverkehrsunternehmen zugelassen sind.

## Schienenverkehr

### Straßenbahn

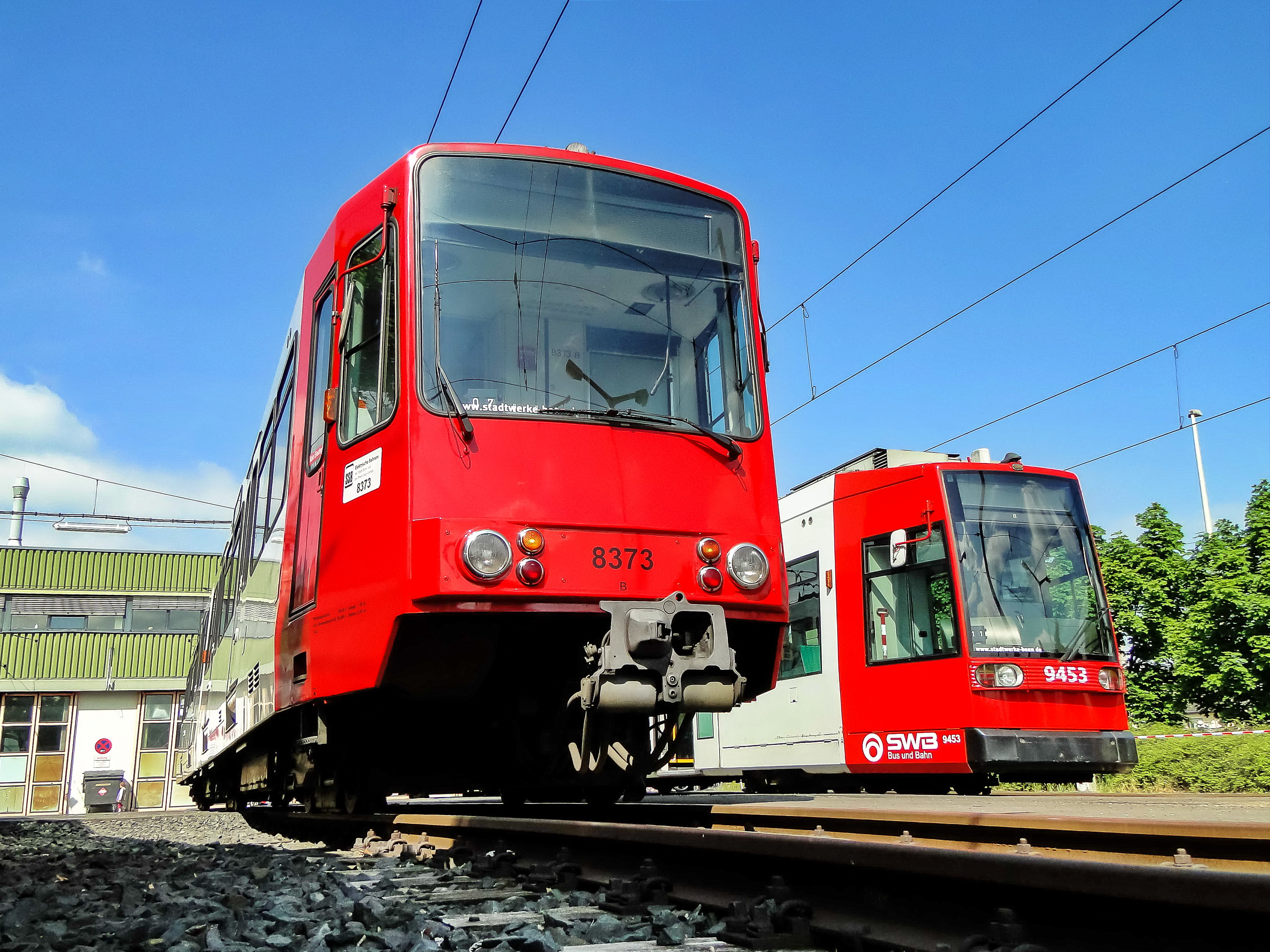
Fahrzeugtypen, die unter anderem im Stadt- und Straßenbahnnetz der SWB eingesetzt werden

Das Schienennetz der SWB besteht aus zwei einander überlappenden Teilen: Zum einen gibt es ein Straßenbahnnetz mit drei Linien, die sich am Stadthaus treffen, so dass jeder Ast von zwei Linien befahren wird. Die Linie 65 fährt allerdings nur im Schülerverkehr sowie als Ein- und Ausrückfahrt der Linie 61 vom/zum Betriebshof in Beuel. Auf dem Straßenbahnnetz verkehren ausschließlich Niederflur-Straßenbahnwagen, die an leicht erhöhten Bordsteinen (Haltestellenkaps) einen ebenen Einstieg ermöglichen. 2004 waren knapp zwei Drittel aller Haltestellen entsprechend ausgestattet.

### Stadtbahn
Zum anderen gibt es ein Stadtbahnnetz, das in der Bevölkerung auch als U-Bahn bezeichnet wird. Es konzentriert sich um einen zentralen Tunnel und einen unterirdischen Knotenpunkt am Hauptbahnhof. Im Tunnel fahren tagsüber 15–18 Züge pro Stunde und Richtung. Ein weiterer Tunnel ersetzte 1994 die eingleisige Ortsdurchfahrt in Bad Godesberg und verlängerte die Strecke um eine Station nach Süden bis zur Stadthalle.

## Omnibusverkehr

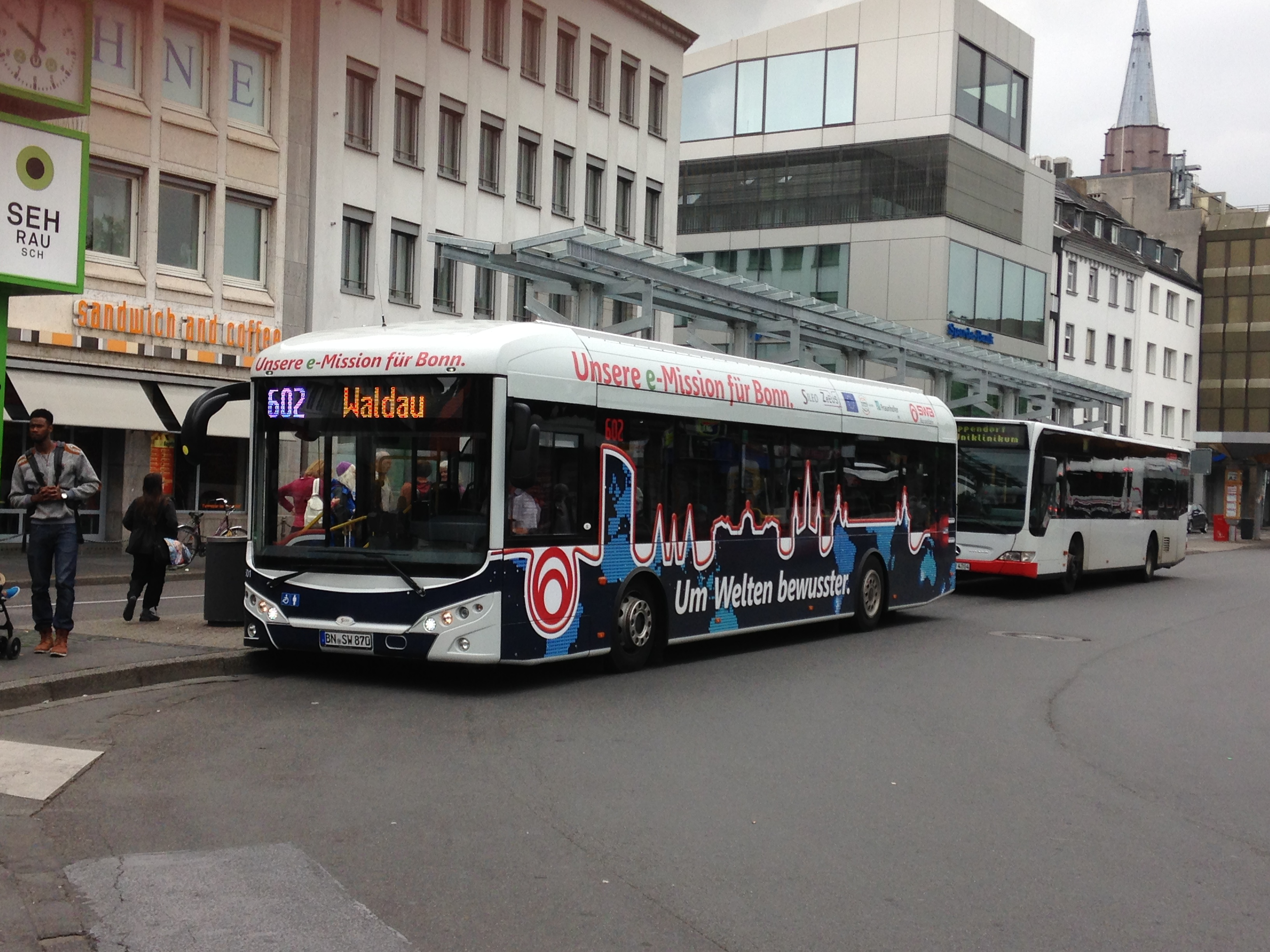
Mehrere Linien warten am Bonner Hbf/ZOB, dem zentralen Knotenpunkt im Bonner Liniennetz

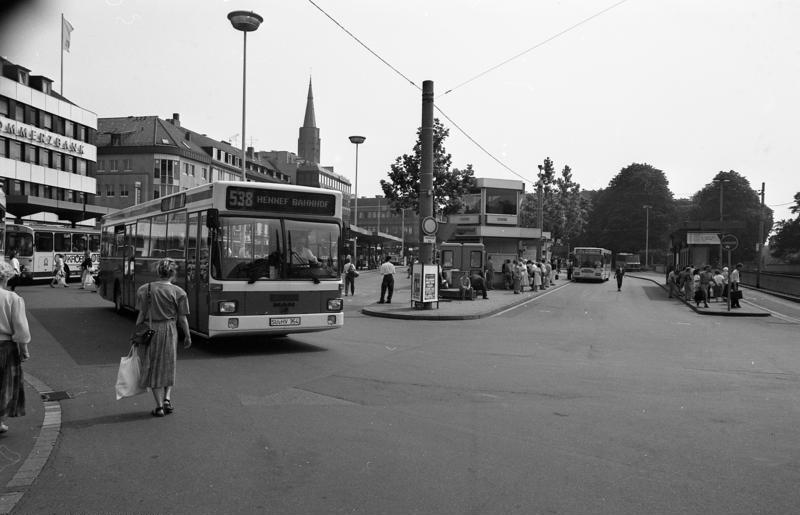
Typische Szene am ZOB/Hauptbahnhof Bonn in den 1990er Jahren

Das Busnetz ist sternförmig auf den Busbahnhof am Hauptbahnhof ausgerichtet. Mit Ausnahme einiger Tangentiallinien und den Linien, die ausschließlich im Stadtbezirk Bad Godesberg verkehren, berühren alle Linien den Hauptbahnhof als zentralen Knotenpunkt. In Bonn wird das Netz aus Haupt- und Nebenlinien gebildet. Hauptlinien (600-614) haben immer eine Partnerlinie (ebenfalls Hauptlinie), beispielsweise das Linienpaar 606/607. Sie befahren fast durchgängig, denselben Linienweg nur an manchen Punkten trennen sie sich voneinander. So umgehen die SWB das Prinzip von Streckenästen. Hauptlinien fahren versetzt alle 20 Minuten, sodass alle 10 Minuten ein Bus fährt. Das Linienpaar kann sich in einigen Fällen auch trennen und durch eine andere Partnerlinie ersetzt werden (610/611 – 610/613 – 611/613). Alle Hauptlinien außer den Linien 612, 613 und 614 verkehren über den Hauptbahnhof.
Nebenlinien sind Tagentiallinien, also Verbindungslinien. Sie verbinden angrenzende Stadtteile miteinander. Von ihnen bedient keine den Hauptbahnhof und bis auf eine Ausnahme auch keine die Bonner Innenstadt. Nebenlinien (630-640) haben einen 30-Minuten-Grundttakt, der zur Hauptverkehrszeit durch einzelne Fahrten verstärkt werden kann. Grundsätzlich ist ihr Fahrtangebot nachfrageorinierter aufgebaut als der pauschale 10-Minuten-Takt der Hauptlinien.
Der Rhein-Sieg-Kreis, der die Stadt Bonn fast vollständig umgibt, betreibt auch eigene Buslinien in Bonn, die von dort ins Umland pendeln und jeweils ins links- und rechtsrheinisch angrenzende Busnetz integriert sind. Für das rechtsrheinische Netz ist die Rhein-Sieg-Verkehrsgesellschaft (RSVG) zuständig, für das linksrheinische das Nahverkehrsunternehmen Regionalverkehr Köln (RVK). Diese Linien verbinden Bonn mit dem Umland entweder im 10–20- oder im 15–30-Minuten-Takt.

### Linienübersicht
In der folgenden Übersicht sind alle Linien enthalten, die durch die SWB und/oder ihre Subunternehmer oder die im Auftrag der SWB bedient werden.
| Linie | Streckenverlauf (fett markiert die regulären Endhaltestellen) | Takt (mo–fr/sa/so)  |
| ----- | --- | ------------------- |
| 600   | Ippendorf Altenheim – Venusberg – Südstadt – Bonn Hbf. – Castell – Graurheindorf Kranenweg | 20/20/30            |
| 601   | Venusberg Uniklinikum Süd – Poppelsdorf – Bonn Hbf. – Castell – Auerberg – Tannenbusch Mitte – Tannenbusch Agnetendorfer Str.                                                                                                   | 10–20/20/30         |
| 602   | (Venusberg Uniklinikum Süd –) Waldau – Ippendorf – Poppelsdorf – Bonn Hbf. – Stadthaus – Nordstadt – Tannenbusch Mitte – Tannenbusch Agnetendorfer Str.                                                                         | 10–20/20/30         |
| 603   | Röttgen – Ippendorf – Poppelsdorf – Bonn Hbf. – Konrad-Adenauer-Platz – Beuel-Ost – Neu Vilich – Pützchen Alte Schulstr. | 20/20/30            |
| 604   | Ückesdorf Mitte – Lengsdorf – Endenich – Bonn Hbf. – Stadthaus – Nordstadt – Auerberg – Buschdorf – Hersel | 20/20/30            |
| 605   | Duisdorf Bf. – Duisdorf Mitte – Lengsdorf – Endenich – Bonn Hbf. – Stadthaus – Nordstadt – Auerberg – Auerberg, Bernhardkirche                                                                                                  | 20/20/30            |
| 606   | Hardtberg Klinikum – Medinghoven – Duisdorf Bf. – Duisdorf Mitte – Endenich – Bonn Hbf. – Beuel Krankenhaus – Limperich – Ramersdorf                                                                                            | 20/20/30            |
| 607   | Hardtberg Klinikum – Medinghoven – Duisdorf Bf. – Duisdorf Mitte – Endenich – Bonn Hbf. – Beuel Mitte – Beuel Bf. – Limperich – Ramersdorf                                                                                      | 20/20/30            |
| 608   | Hardthöhe Südwache – Brüser Berg – Duisdorf Mitte – Endenich – Bonn Hbf. – Beuel Mitte – Beuel Ost – Pützchen – Bechlinghoven – Kohlkaul – Gielgen                                                                              | 20/20/30            |
| 609   | Hardthöhe Südwache – Brüser Berg – Duisdorf Mitte – Endenich – Bonn Hbf. – Beuel Mitte – Beuel Ost – Pützchen – Bechlinghoven – Holzlar – Gielgen                                                                               | 20/20/30            |
| 610   | Duisdorf Bf. – Lessenich – Messdorf – Dransdorf – Endenich Nord Bf. – Endenich – Bonn Hbf. – UN Campus Bf. – Gronau – Plittersdorf – Bad Godesberg Bf./Rheinallee – Rüngsdorf – Mehlem Bf. – Mehlem Ort – Mehlem Giselherstraße | 10–20/20/30         |
| 611   | Lessenich Sportplatz – Messdorf – Dransdorf – Endenich Nord Bf. – Endenich – Bonn Hbf. – UN Campus Bf. – Gronau – Plittersdorf – Bad Godesberg Bf./Rheinallee – Bad Godesberg Mitte – Muffendorf – Heiderhof                    | 20/20/30            |
| 612   | Loki-Schmidt-Platz – Dottendorf – Friesdorf – Bad Godesberg Mitte – Stadthalle – Pennenfeld – Lannesdorf – Mehlem Fähre | 20/20/30            |
| 613   | Heiderhof – Muffendorf – Bad Godesberg Mitte – Bad Godesberg Bf./Rheinallee – Rüngsdorf – Mehlem Bf. – Mehlem Ort – Mehlem Giselherstraße                                                                                       | 20/20/30            |
| 614   | (Loki-Schmidt-Platz – Dottendorf –) Koblenzer Straße – Stadthalle – Pennenfeld – Mehlem Bf. – Lannesdorf – Mehlem Giselherstraße – Mehlem Im Rosenberg                                                                          | 20/20/30            |
| 630   | Tannenbusch Agnetendorfer Str. – Tannenbusch Mitte – Dransdorf – Lessenich – Messdorf – Duisdorf Bf. – Medinghoven – Brüser Berg – Ückesdorf – Ippendorf – Venusberg Uniklinikum Süd                                            | 15–30/30/60         |
| 631   | Graurheindorf Mondorfer Fähre – Auerberg – Buschdorf – Tannenbusch – Dransdorf – Endenich Nord Bf. – Endenich – Poppelsdorf – Kessenich – Friesdorf – R.-Schuman-Platz                                                          | 30/30/30-60         |
| 632   | Venusberg Uniklinikum Süd – Poppelsdorf – Endenich – Endenich Nord Bf. | 30/30/60            |
| 633   | Ramersdorf – Küdinghoven – Beuel Bf. – Bertha-von-Suttner-Platz – Nordstadt – Endenich Nord Bf. | 30/30/60            |
| 634   | Venusberg Uniklinikum Süd – Kessenich – Bundeskanzlerplatz – UN Campus Bf. – Gronau Fritz-Erler-Str. | 30/–/–              |
| 636   | Ramersdorf – Holtorf – Gielgen – Hangelar Ost | 30/60/60            |
| 637   | Bad Godesberg Bf./Rheinallee – Muffendorf – Miramonti – Bad Godesberg Bf./Rheinallee (Kleinbuslinie) | 60/60/120           |
| 638   | R.-Schuman-Platz – Plittersdorf – Bad Godesberg Bf./Rheinallee – Bad Godesberg Mitte – Schweinheim, Evangelisches Krankenhaus                                                                                                   | 30/30/60            |
| 639   | Schweinheim, Evangelisches Krankenhaus – Bad Godesberg Mitte – Bad Godesberg Bf./Löbestr. | 30/30/60            |
| 640   | Bonn Hbf. – Beuel Mitte – Schwarzrheindorf – Geislar – Meindorf – Menden Bf. – Mülldorf – Siegburg Bf. | 20/20/30            |
| SB60  | Bonn Hbf. – Innenministerium – Köln/Bonn Flughafen | 30/30/30–60         |
| SB69  | Bonn Hbf. – Endenich – Duisdorf – Brüser Berg – Hardthöhe Südwache | (Nur zu HVZ) 20/–/– |

Taxibuslinien:
| Linie | Verlauf                                                                      | Takt (mo–fr/sa/so) |
| ----- | ---------------------------------------------------------------------------- | ------------------ |
| 650   | ☏ Taxibus Bonn, Poppelsdorfer Allee – Bonn, Lotharstraße                     | 30/30/–            |
| 651   | ☏ Taxibus Röttgen, In der Wehrhecke – Ückesdorf Friedhof                     | 30/30/30           |
| 652   | ☏ Taxibus Bad Godesberg Bf./Rheinallee – Bad Godesberg, Kapellenweg          | 60/60/–            |
| 883   | ☏ Taxibus Endenich Nord Bf – Dransdorf – Roisdorf Bf. (Taxibuslinie der RVK) | 30–60/–/–          |

In der folgenden Übersicht sind alle Linien enthalten, die durch die SWB in Gemeinschaft mit der RSVG und/oder der KVB auf Bonner Gebiet bedient werden.
| Linie | Streckenverlauf (fett markiert die regulären Endhaltestellen)                                                     | Takt (mo–fr/sa/so)               |
| ----- | --- | -------------------------------- |
| 516   | Vilich-Müldorf Kirche – Pützchen – Holzlar – Hoholz – Rott – Hennef Bf.                                           | 30/60/60                         |
| 529   | Ramersdorf – Küdinghoven – Pützchen – Sankt Augustin Zentrum – Buisdorf – Hennef Bf.                              | 30/30/60                         |
| 537   | Bonn Hbf. – Beuel Krankenhaus – Ramersdorf – Pützchen Süd – Vinxel – Stieldorf (– Thomasberg) – Oberpleis Bbf     | 30/30/60                         |
| 540   | Bonn Hbf. – Beuel Mitte – Schwarzrheindorf – Geislar – Meindorf – Menden Bf. – Sankt Augustin Zentrum             | 20/20/–                          |
| 541   | Königswinter Bf. – Oberkassel Süd/Römlinghoven – Stieldorf – Oberpleis Bbf                                        | 30/60/120                        |
| 550   | Bonn Hbf. – Castell – Niederkassel – Mondorf – Rheidt – Ranzel – Köln-Wahn Bf.                                    | 20/20/30                         |
| 551   | Bonn Hbf. – Beuel Mitte – Bergheim – Eschmar – Sieglar – Troisdorf Bf.                                            | 20/20/30                         |
| 552   | Bonn Nord, Am Neuen Lindenhof (Collegium Josephinum) – Bergheim – Müllekoven – Eschmar – Sieglar RSVG             | nur an Schultagen in HVZ, 30/–/– |
| 117   | Bonn Hbf. – Beuel Mitte – Niederkassel – Mondorf – Rheidt – Ranzel – Lülsdorf Nord – Köln-Zündorf – Köln-Wahn Bf. | 10-20/10-20/30                   |

In der folgenden Übersicht sind alle Linien enthalten, die durch die RVK auf Bonner Gebiet bedient werden.
| Linie | Streckenverlauf (fett markiert die regulären Endhaltestellen)                                                                      | Takt (mo–fr/sa/so)       |
| ----- | --- | ------------------------ |
| 800   | Bonn Hbf. – Endenich – Duisdorf Mitte – Duisdorf Bf. – Witterschlick – Volmershoven – Lüftelberg – Rheinbach Bf.                   | 60/60/120                |
| 812   | Alfter-Volmershoven – Witterschlick Bf. – Brüser Berg – Hardtberg Gaußstraße                                                       | 60/60/60 (sa/so Taxibus) |
| 817   | Tannenbusch, Posener Weg – Tannenbusch Mitte – Roisdorf Bf. – Bornheim Mitte – Brenig – Heimerzheim Fronhof – Rheinbach Bf.        | 30/60/60 (so Taxibus)    |
| 818   | Sechtem Bf. – Merten – Waldorf – Bornheim Mitte – Roisdorf Bf. – Hersel                                                            | 30/60/60 (so Taxibus)    |
| 842   | Sechtem Bf. – Bornheim Mitte – Roisdorf Bf. – Alfter(Stadtbahn) – Alfter-Oedekoven – Duisdorf Bf.                                  | 30/30/–                  |
| 843   | Alfter Hertersplatz – Alfter Impekoven – Duisdorf Bf. – Duisdorf Mitte – Brüser Berg – Ückesdorf – Merl – Meckenheim Industriepark | 30/60/60                 |
| 845   | Bonn Hbf. – Endenich – Duisdorf Mitte – Duisdorf Bf. – Buschhoven – Morenhoven – Heimerzheim Fronhof                               | 15-30/30/60              |
| 855   | Bad Godesberg Rheinufer – Bad Godesberg Bf./Rheinallee – Villip – Merl – Meckenheim Bf.                                            | 30/30/60                 |
| 856   | Bad Godesberg Bf./Löbestr. – Mehlem Bf. – Ließem – Gimmersdorf – Berkum EKZ – Werthhoven – Oedingen Wendeschleife                  | 30/30/60                 |
| 857   | Bad Godesberg Bf./Löbestr. – Mehlem Bf. – Niederbachem – Berkum EKZ – Adendorf – Meckenheim Bf.                                    | 30/30/60                 |
| 884   | Lessenich Sportplatz – Duisdorf Bf. – Oedekoven – Gielsdorf Wasserturm (Kleinbuslinie)                                             | 30/60/–                  |

### Nachtbusse
Das Nachtbus-Netz in Bonn besteht aus mehreren Linien, die meisten davon sind spezielle Nachtbuslinien. Der Regelbetrieb der Hauptlinien endet zwischen Mitternacht und 00:30 Uhr. Das Bonner Nachtbusnetz besteht aus den Linien N1 – N10, die sternförmig vom Bonner ZOB im Rundverkehr das Bonner Stadtgebiet abfahren. Unter der Woche finden drei, freitags und samstags fünf Abfahrten im Stundentakt, immer zur Minute '35 am Hauptbahnhof (Beginn um 0:35), statt. Neben den Nachtbuslinien wird auf den regulären Linien 117 und 640 in den Nächten, die auf Samstage, Sonn- und Feiertage fallen, ein durchgehender Nachtbetrieb angeboten, die besonders das rechtsrheinische Bonner Umland mit abdecken sollen. Der Nachtverkehr wird außerdem durch die Stadtbahnlinien 16, 18 und 66 ergänzt, auch die SPNV-Linien S23 und RB26 verkehren im Nachtbetrieb. Als Besonderheit wurden bis zum 14. Dezember 2008 alle Nachtbuslinien von in Bonn ansässigen Unternehmen gesponsert und mit dazugehörig folierten Fahrzeugen betrieben. Zum 13. Dezember 2015 wurden die Fahrwege der Nachtbuslinien verkürzt und optimiert.
In der folgenden Übersicht sind alle Nachtbuslinien enthalten, die durch die SWB und/oder ihre Subunternehmer oder die im Auftrag der SWB bedient werden.
| Linie | Streckenverlauf |
| ----- | --- |
| N1    | Bonn Hbf – Nordstadt – Auerberg – Buschdorf – Tannenbusch – Nordstadt – Bonn Hbf                                                                   |
| N2    | Bonn Hbf – Endenich – Duisdorf – Medinghoven – Brüser Berg – Lengsdorf – Endenich – Bonn Hbf                                                       |
| N3    | Bonn Hbf – Südstadt – Kessenich – Dottendorf – Friesdorf – Bad Godesberg – Plittersdorf – Friesdorf – Dottendorf – Kessenich – Südstadt – Bonn Hbf |
| N4    | Bonn Hbf – Beuel – Neu-Vilich – Pützchen – Kohlkaul – Gielgen – Holtorf – Beuel – Bonn Hbf                                                         |
| N5    | Bonn Hbf – Poppelsdorf – Venusberg – Ippendorf – Röttgen – Ückesdorf – Ippendorf – Poppelsdorf – Bonn Hbf                                          |
| N6    | Bonn Hbf – Südstadt – Poppelsdorf – Lengsdorf – Brüser Berg – Duisdorf – Endenich – Poppelsdorf – Südstadt – Bonn Hbf                              |
| N7    | Bonn Hbf – Hochkreuz – Bad Godesberg – Pennenfeld – Lannesdorf – Mehlem – Rüngsdorf – Bad Godesberg – Hochkreuz – Bonn Hbf                         |
| N8    | Bonn Hbf – Beuel – Oberkassel – Ramersdorf – Küdinghoven – Beuel – Bonn Hbf                                                                        |
| N9    | Bonn Hbf – Endenich – Dransdorf – Lessenich – Duisdorf – Alfter-Impekoven – Alfter-Oedekoven – Alfter Ort – Dransdorf – Bonn Hbf                   |
| N10   | Bonn Hbf – Rheinaue – Plittersdorf – Bad Godesberg – Heiderhof – Bad Godesberg – Hochkreuz – Bonn Hbf                                              |

### Geschichte/Entwicklung der Liniennummern
Traditionell waren in Bonn die einstelligen Liniennummern für Straßenbahnen und der Zehner-Block für die Linien des Oberleitungsbus Bonn reserviert. Nach Einstellung des O-Bus-Betriebs und der Eingemeindung von Bad Godesberg erhielten die Linien in Godesberg stattdessen die Liniennummern 10 und folgende. Mit der Einführung der VRS-einheitlichen dreistelligen Liniennummern wurde 1987 allen Liniennummern die Ziffer 6 – entsprechend der Nummer des Fahrplanbereichs Bonn – vorangestellt. Niedrigste Liniennummer wurde die 610. Dieses Schema hat seitdem mehrere Netzreformen überstanden, auch wenn es kurzzeitig eine Linie 608 gab.
Im Juni 2008 beschloss der Rat der Stadt Bonn ein neues Buskonzept, das am 14. Dezember 2008 eingeführt wurde. Ausgehend von geänderten Linienführungen und -fahrtakten wurden neue Liniennummern und Linienfarben zugeteilt: Die Hauptlinien tragen die Nummern 600 bis 614 sowie 640 und die Nebenlinien werden mit 630 bis 639 durchnummeriert. Erstmals gibt es auch ein Taxibus-Angebot. Dieses wird bei Bedarf mit Fahrzeugen örtlicher Taxiunternehmen bedient. Die Hauptlinien sind zu Linienpaaren zusammengefasst, die weitgehend parallel geführt werden und deren Takte sich überlagern sollen, so dass auf vielen Streckenabschnitten tagsüber ein 10-Minuten-Takt, abends und am Wochenende ein 15-Minuten-Takt entsteht. Keine Nebenlinie verkehrt über den Hauptbahnhof, da diese als Querverbindungen zu den Hauptlinien verlaufen.
Im Zeitraum zwischen 2018 und 2021 (2,5 Jahre) wurde Bonn zu einer der „Modellstädte“ ausgewählt, die am vom Bund geförderten Projekt „Lead City“ teilnahmen. Ziel des Projektes war es durch groß angelegte (Verkehrs-)Maßnahmen u. a. durch Ausbau des ÖPNV-Angebots Probleme mit der Luftreinhaltung (Grenzwerte für Stickstoffdioxid) und drohende Fahrverbote zu vermeiden. Die Stadt Bonn wurde dabei jährlich mit ca. 8,9 Millionen Euro gefördert. Mit dem Geld wurde u. a. der öffentliche Nahverkehr im Großraum Bonn verdichtet und optimiert. So wurde der 20-Minuten-Takt der Hauptlinien in den Abendstunden um eine Stunde verlängert und an Samstagen von einem 30-Minuten-Takt auf einen 20-Minuten-Takt umgestellt. Sonntags wurde der 60-Minuten-Takt in den Morgenstunden verkürzt und die Kapazitäten der Fahrzeuge erhöht. Auch die RSVG und RVK verdichteten und optimierten ihre Regionalbuslinien im Bonner Gebiet in Absprache mit der Stadt Bonn. Die Takte der Straßenbahn- und Stadtbahnlinien wurden gleichermaßen verdichtet.
Nach Ablauf des Förderzeitraums und Evaluierung des Projektes wurden die Verbesserungen mit Eigenmitteln der Stadt weitergeführt und nach Beschluss des Stadtrates im Jahre 2022 dauerhaft beibehalten. Allerdings wurde die Verkürzung des 60-Minuten-Taktes in den Morgenstunden an Sonn- und Feiertagen nicht weiter geführt.

### Liniensponsoring
Die SWB verfolgten neben der üblichen Werbung auf den Fahrzeugen in den frühen Jahren 2000er Jahren vereinzelt auch ein Konzept des Liniensponsorings. Dabei wurden auf den gesponserten Linien fast ausschließlich Fahrzeuge eingesetzt, die die Vollwerbung des Sponsors trugen. Außerdem tauchte der Name des Sponsors an allen berührten Haltestellen und in sämtlichen Fahrplänen auf. Bis zum 14. Dezember 2008 wurden eine Stadtbahnlinie (Linie 66 als „Telekom-Express“), zwei Buslinien und alle zum damaligen Stand fahrenden Nachtbuslinien gesponsert, wobei die beklebten Fahrzeuge der Nachtbuslinien tagsüber auch im normalen Linienverkehr anzutreffen waren. Heute wird diese Art des Liniensponsorings nicht mehr genutzt.

### Fuhrpark
Der Fuhrpark der SWB Bus und Bahn für den Linienverkehr umfasst aktuell 200 Fahrzeuge (Stand Januar 2024). Davon sind im Großteil Solo- und Gelenkbusse des Herstellers Mercedes-Benz vom Typ O 530 („Citaro“) sowie des Herstellers MAN vom Typ Lion’s City vertreten.
Dazu kommen vier batterieelektrische Solobusse des Herstellers Ebusco sowie drei batterieelektrische Gelenkbusse des Herstellers Solaris.
| Fuhrpark (Stand: 1. Mai 2024) |               |         |                            |       | |
| Betriebsnummer(n)             | Hersteller    | Baujahr | Typ                        | Länge | Besonderheiten |
| 0801-0813                     | Mercedes-Benz | 2008    | MB O 530                   | 12 m  | Wagen 0810 nach Unfall ausgemustert                                                                                    |
| 0909-0925                     | Mercedes-Benz | 2009    | MB O 530                   | 12 m  | Gebrauchtbeschaffungen – Im Jahr 2020 von der RBR (Subunternehmer der RVK, die i. A. der SWB unterwegs war) übernommen |
| 1001–1005                     | Mercedes-Benz | 2010    | MB O 530                   | 12 m  | Klima nachgerüstet |
| 1101–1110                     | Mercedes-Benz | 2011    | MB O 530 G                 | 18 m  | Klima nachgerüstet |
| 1201–1204                     | Mercedes-Benz | 2012    | MB O 530 Ü                 | 12 m  | für Flughafenbus ausgerüstet                                                                                           |
| 1205–1217                     | Mercedes-Benz | 2012    | MB O 530                   | 12 m  | Klima nachgerüstet |
| 1218–1221                     | Mercedes-Benz | 2012    | MB O 530 G                 | 18 m  | Klima nachgerüstet |
| 1301–1317                     | Mercedes-Benz | 2013    | Mercedes-BenzMB O 530 (C2) | 12 m  | |
| 1318–1321                     | Mercedes-Benz | 2013    | MB O 530 G (C2)            | 18 m  | |
| 1401–1404                     | Mercedes-Benz | 2014    | MB O 530 (C2)              | 12 m  | |
| 1405–1417                     | MAN           | 2014    | MAN NG 323                 | 18 m  | |
| 1507–1509                     | MAN           | 2015    | MAN NG 323                 | 18 m  | |
| 1601–1610                     | MAN           | 2016    | MAN NG 323                 | 18 m  | |
| 1701–1713                     | MAN           | 2017    | MAN NL 293                 | 12 m  | |
| 1802–1809                     | MAN           | 2018    | MAN NG 323                 | 18 m  | |
| 1901                          | Neoplan       | 2019    | Neoplan Tourliner          | 12 m  | Gebrauchtkauf; genutzt als Fahrschulwagen & für den Gelegenheitsverkehr                                                |
| 2001–2004                     | MAN           | 2020    | MAN NL 283                 | 12 m  | für Flughafenbus ausgerüstet                                                                                           |
| 2005–2011                     | MAN           | 2020    | MAN 12C                    | 12 m  | Hybrid |
| 2012–2028                     | MAN           | 2020    | MAN 18C                    | 18 m  | Hybrid |
| 2029–2032                     | Ebusco        | 2020    | Ebusco 2.2                 | 12 m  | Elektrobus |
| 2033–2035                     | Solaris       | 2020    | Solaris Urbino 18 electric | 18 m  | Elektrobus |
| 2201–2215                     | MAN           | 2022    | MAN 12C                    | 12 m  | Hybrid |
| 2216–2230                     | MAN           | 2022    | MAN 18C                    | 18 m  | Hybrid, Wagen 2225 nach Unfall ausgemustert                                                                            |
| 2301                          | MAN           | 2023    | MAN 18C                    | 18 m  | Hybrid, Ersatz für Wg. 2225                                                                                            |

#### Geschichte/Entwicklung des Fuhrparks

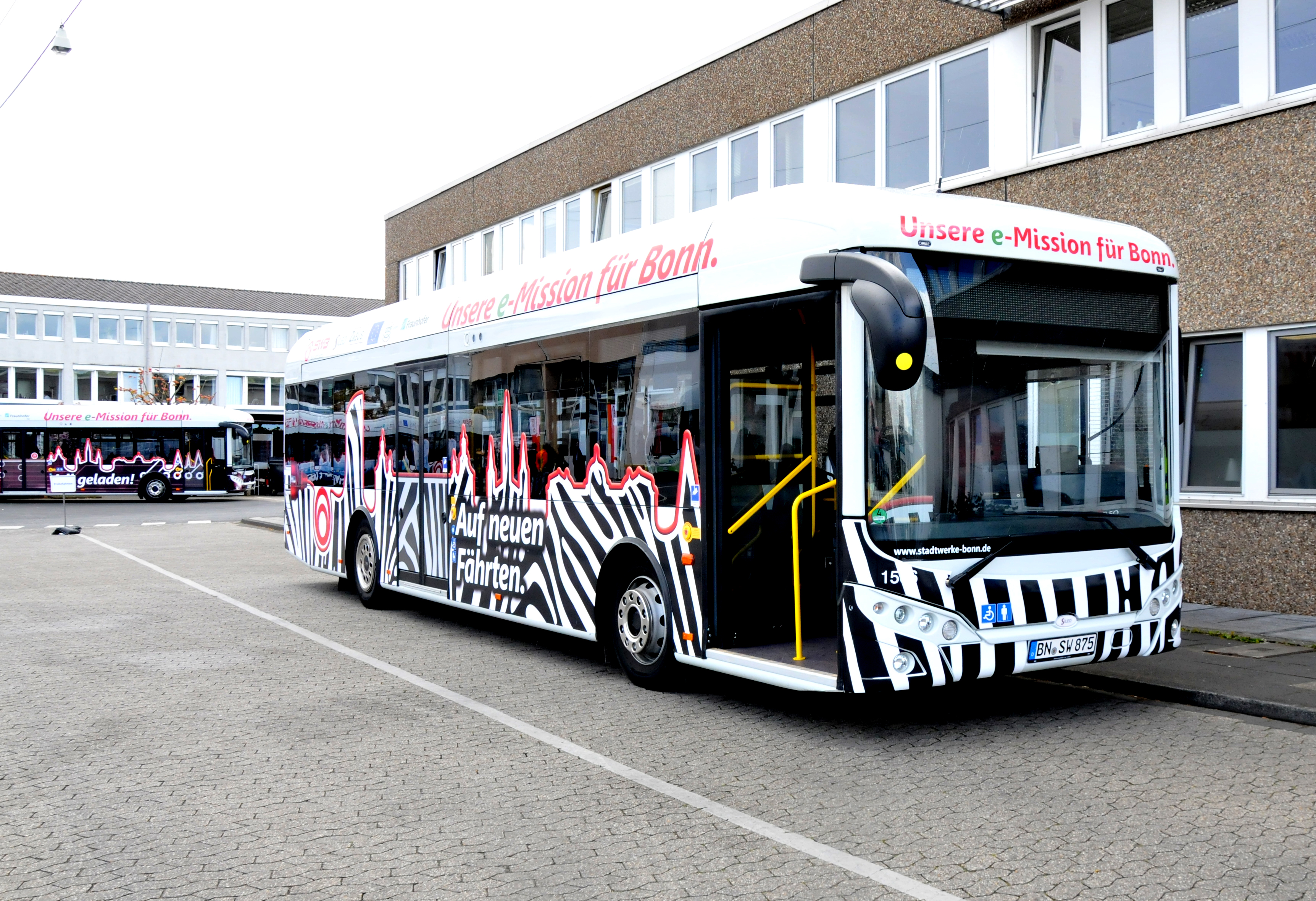
Elektrosolobus des Typs Sileo S12 in Bonn

Seit Einführung des Standardlinienbusses bestellte die SWB zunächst aufgrund eines Vertrags, der die SWB dazu verpflichtete bis zum Jahre 1975 insgesamt 150 Fahrzeuge bei Mercedes abzunehmen, zwischen 1969 und 1974 nur Fahrzeuge vom Hersteller Mercedes-Benz.
In den darauffolgenden Jahrzehnten fanden nahezu jährlich Fahrzeugbeschaffungen statt bei den standardmäßig Dieselfahrzeuge in den städtetypischen Varianten (Solo- mit 12 m und/oder Gelenkbusse mit 18 m) geordert wurden. Dabei gab es einen regen Wechsel zwischen Mercedes-Benz und MAN bei der Auslieferung – in seltenen Fällen erhielt man von beiden Herstellern Fahrzeuge. Ausnahmen stellten lediglich Leih- und Testwagen dar sowie die im Jahre 1992 einmalig bei Neoplan bestellten Fahrzeuge. Des Weiteren gab es im Jahr 1995 eine mehrjährige Testphase zweier MAN Erdgasbusse, welche u. a. aufgrund fehlender Betankungsmöglichkeiten am Bonner Betriebshof nicht lange andauerte.
Im Zuge mehrerer Tests von Elektrobussen und einer Teilnahme der SWB an dem von der Europäischen Union geförderten Projekts ZeEUS (Zero Emission Urban Bus eSystems), in dem die Einsatztauglichkeit und Wirtschaftlichkeit von Elektrobussen untersucht werden sollte, erhielten die SWB im Jahre 2015/2016 mehrere Fahrzeuge des Typs Sileo S12, die im Betriebshof Friesdorf nachts geladen wurden (Depot charging). Aufgrund diverser Mängel bzw. Unzuverlässigkeit im Betrieb wurden die Fahrzeuge nach Auslaufen des Förderprojektes ZeEUS im Jahr 2018 zeitnah wieder ausgemustert.
Generell mustern die SWB ihre Fahrzeuge nach 12-15 Jahren Betrieb aus. Vereinzelte Fahrzeuge bzw. Jahrgänge verblieben jedoch deutlich länger im Betrieb.
Seit dem Jahr 2021 besitzt die SWB im Zuge des fortschreitenden Vorhabens der vollständigen Umstellung des Fuhrparks auf Elektrobusse neben einer großen Vielzahl von Fahrzeugen mit Hybrid-Modul vier batterieelektrische Solobusse des Herstellers Ebusco sowie drei batterieelektrische Gelenkbusse des Herstellers Solaris, die nachts per Ladekabel mit Strom im Betriebshof geladen werden (Depot charging).
Ab 2024 sollen nur noch batterieelektrische Fahrzeuge beschafft werden. Für die Ausschreibung des Jahres 2024 wurde Mercedes-Benz als Gewinner bekannt gegeben werden, die ab Mitte 2025 nebst der zehn Fahrzeuge vom Typ eCitaro auch die neue Ladestruktur auf dem Betriebshof (Laden via externer Pantographen) liefern soll. Die SWB Bus und Bahn investiert in die neuen Busse und in das Ladesystem rund 8,5 Millionen Euro. Das Land Nordrhein-Westfalen fördert die Anschaffung mit mehr als 3,4 Millionen Euro.

#### Fahrzeugtypen & Ausstattung

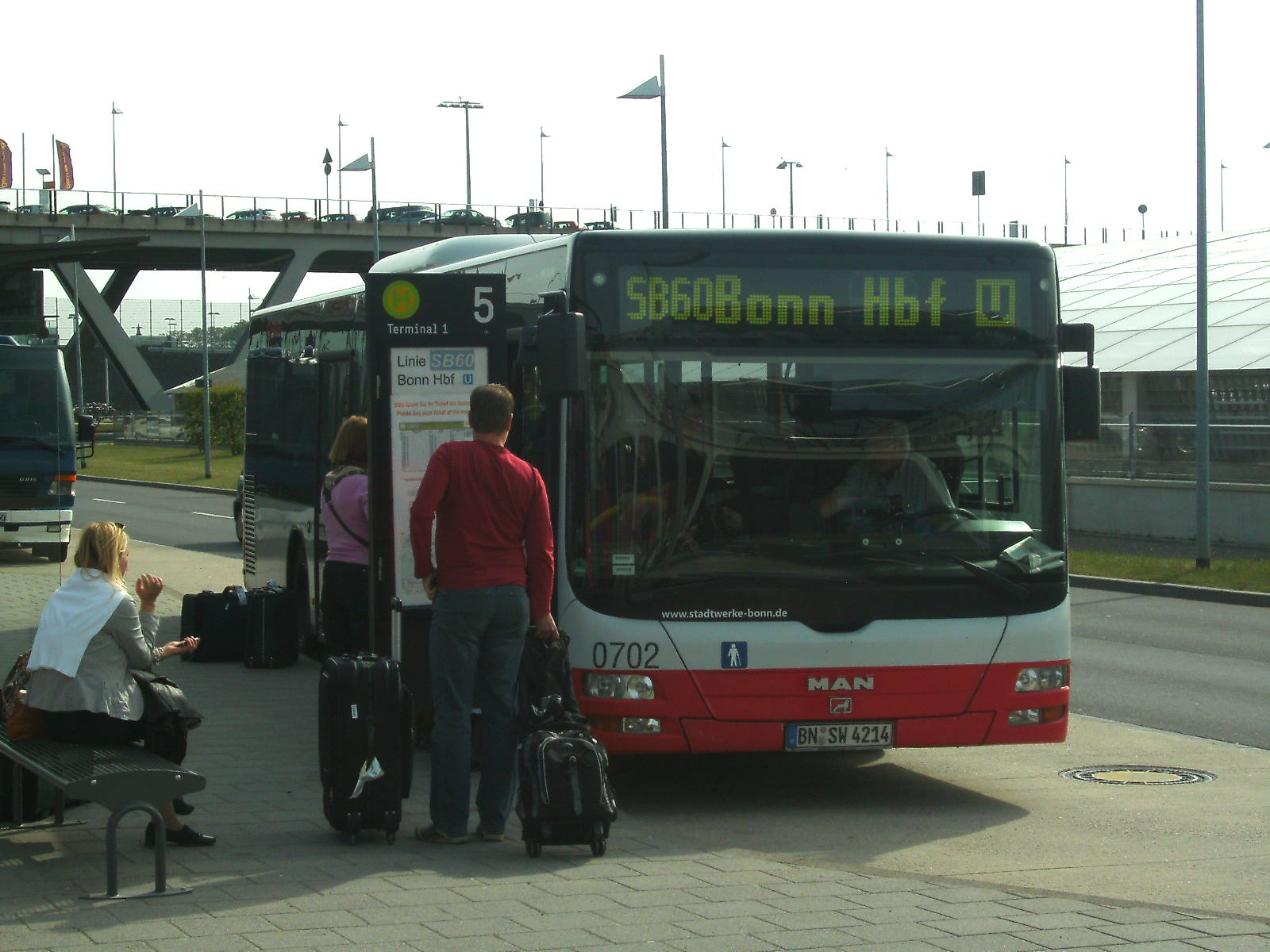
Überlandbus der SWB aus dem Baujahr 2007 auf der Linie SB60, ugs. auch Flughafenbus genannt

Aufgrund des städtischen Charakters des Liniennetzes werden von der SWB stets Fahrzeuge in städtetypischer Ausstattung beschafft. Dazu gehören Solobusse mit 12 m Länge (2-türig, selten 3-türig) und Gelenkbusse mit 18 m Länge (3-türig, selten 4-türig) mit Innenschwenktüren, Mehrzweckbereich, TFT-Display-Innenanzeige und Klimaanlage (z. T. nachgerüstet).
Ausnahmen stellt hier lediglich die erstmalig in den 00er Jahren in regelmäßigen Abständen in kleiner Stückzahl beschafften Überlandbusse für den sog. Flughafenbus (früher Linie 670, heute Linie SB60) dar. Diese Fahrzeuge sind speziell für den Autobahnverkehr zum Köln/Bonner Flughafen mit Überlandsitzen, Anschnallgurten, Gepäckablagen sowie einer 100 km/h-Zulassung versehen.
Seit 2011 verfügen alle neu beschafften Fahrzeuge über farbige Außenanzeigen, die die Liniennummer in den für die Linien vorgesehenen Farben darstellen kann. Die unterschiedlichen Fahrzeugtypen werden auf den jeweiligen Linien nach dem von dem Aufgabenträger bestimmten Vorgaben (in dem Fall die Stadt Bonn bzw. der Rhein-Sieg-Kreis) entsprechend eingesetzt, sodass in der Regel eine strikte Trennung zwischen Linien mit Solofahrzeugen und Gelenkfahrzeugen entsteht. In den letzten Jahren wurden zur Steigerung der Attraktivität des ÖPNV und Bewältigung steigender Fahrgastzahlen mehrere Linien auf Gelenkfahrzeuge umgestellt.
Längere oder höhere Fahrzeuge sind u. a. aufgrund der in Bonn häufig vorhandene beengten Straßenführungen bzw. Unterführungen/Brücken nicht oder nur bedingt einsetzbar und wären aufgrund der eng verknüpften Linienpärchen und oftmals vorherrschenden Linientreue der Fahrzeuge im Regelbetrieb nicht rentabel.

#### Betriebsnummern
Die vierstellige Betriebsnummer der Fahrzeuge beruht auf dem Schema, dass die Fahrzeuge in der Reihenfolge der Inbetriebnahme durchnummeriert werden (beginnend bei 01 bis max. 50). Dieser Nummer werden zwei Ziffern vorangestellt, die auf das Baujahr hinweisen (Beispiel: Wagen 2207 = Siebtes Fahrzeug aus dem Baujahr 2022). Gebraucht gekaufte Fahrzeuge werden zahlentechnisch ihrem Baujahr gemäß am jeweiligen Ende einsortiert.

#### Subunternehmer
Auf nahezu allen Linien der SWB kommen neben eigenen Fahrzeugen auch Busse von Subunternehmern zum Einsatz, welche zum Großteil dem Bonner Unternehmen Univers Reisen gehören (Stand 2024). Diese wurden z. T. in ähnlicher, größtenteils sogar besserer Ausstattung wie die Fahrzeuge der SWB konfiguriert und verfügen z. B. über LED-Anzeigen, die die Linienziffer der jeweiligen Linienfarbe anpassen können, sind jedoch durch ihr äußeres Erscheinungsbild (blau mit Eigenwerbung) klar zu erkennen und von den Fahrzeugen der SWB zu unterscheiden.
Daneben werden noch Fahrzeuge und Personal des SWB-Tochterunternehmens SWB mobil eingesetzt, die sich jedoch aus Fahrgastsicht nicht von „normalen“ SWB-Fahrzeugen unterscheiden. Aus unternehmerischer Sicht entscheidender Unterschied ist, dass für das Personal der SWB mobil ein anderer Tarifvertrag als für die Mitarbeiter der SWB Bus und Bahn gilt.

## Geschichte

### Pferdebahn
Die ersten Bahnen in Bonn wurden am 19. April 1891 als Pferdebahn eröffnet. Gebaut wurde die Bahn durch die Firma Havestadt, Contag & Cie., mit der die Stadt Bonn am 22. und am 25. August 1890 einen Vertrag geschlossen hatte. Betreiber der Bahn war die AG Rheinische-Westfälische Bahngesellschaft, die am 19. November 1889 durch den Regierungsbaumeister Christian Havestadt und mehrere Banken in Berlin gegründet worden war. In Bonn war sie in der ebenfalls 1891 von Havestadt & Contag erbauten Halbvilla Coblenzerstraße 212 (heute Adenauerallee 212) beheimatet.
Die Firma Havestadt, Contag & Cie. eröffnete zunächst zwei Linien. Die erste führte von der Kreuzung Koblenzer Straße/Reuterstraße (heute Bundeskanzlerplatz) zum Markt, fuhr auf der Hinfahrt über den Münsterplatz und die Poststraße zum Bahnhof und von dort weiter nach Poppelsdorf. Der Gegenrichtung führte vom Bahnhof durch die Wesselstraße zurück zum Markt. Die zweite Linie führte vom Markt zum Wilhelmsplatz.
In den nächsten Jahren wurde das Netz wie folgt erweitert:
| Eröffnungsdatum | Strecke                                                                     |
| --------------- | --------------------------------------------------------------------------- |
| 1891            | Wilhelmsplatz – Kölnstraße – Heerstraße                                     |
| 1896–1907       | Kreuzung Coblenzer Straße/Reuterstraße – Rheinweg – Pützstraße in Kessenich |

Nachdem man die Strecken am 27. Oktober 1899 an die AG Rheinische-Westfälische Bahngesellschaft veräußert hatte, folgte nur noch 1903 eine letzte Verlängerung der Pferdebahn. Sie wurde von der Poppelsdorfer Allee bis zum Jagdweg in Endenich  erweitert.
Mit einem Vertrag vom 15. und 17. Oktober 1904 gingen die Pferdebahnen in den Besitz der Stadt Bonn über. Die Stadt legte die Pferdebahnen wie folgt still:
| Stilllegungsdatum  | Strecke                        |
| ------------------ | ------------------------------ |
| 29. Juni 1906      | Ellerstraße – Markt            |
| 28. September 1906 | Koblenzer Straße – Markt       |
| 3. Oktober 1907    | Poppelsdorfer Allee – Endenich |
| 3. Oktober 1907    | Poppelsdorf – Markt            |
| 24. November 1909  | Pützstraße – Koblenzer Straße  |

Bis auf letztere wurden alle Pferdebahnen in elektrische Straßenbahnen umgewandelt. Die Depots der Pferdebahn lagen neben der Villa Loeschigk, dem heutigen Palais Schaumburg.

### Straßenbahn Bonn–Godesberg–Mehlem

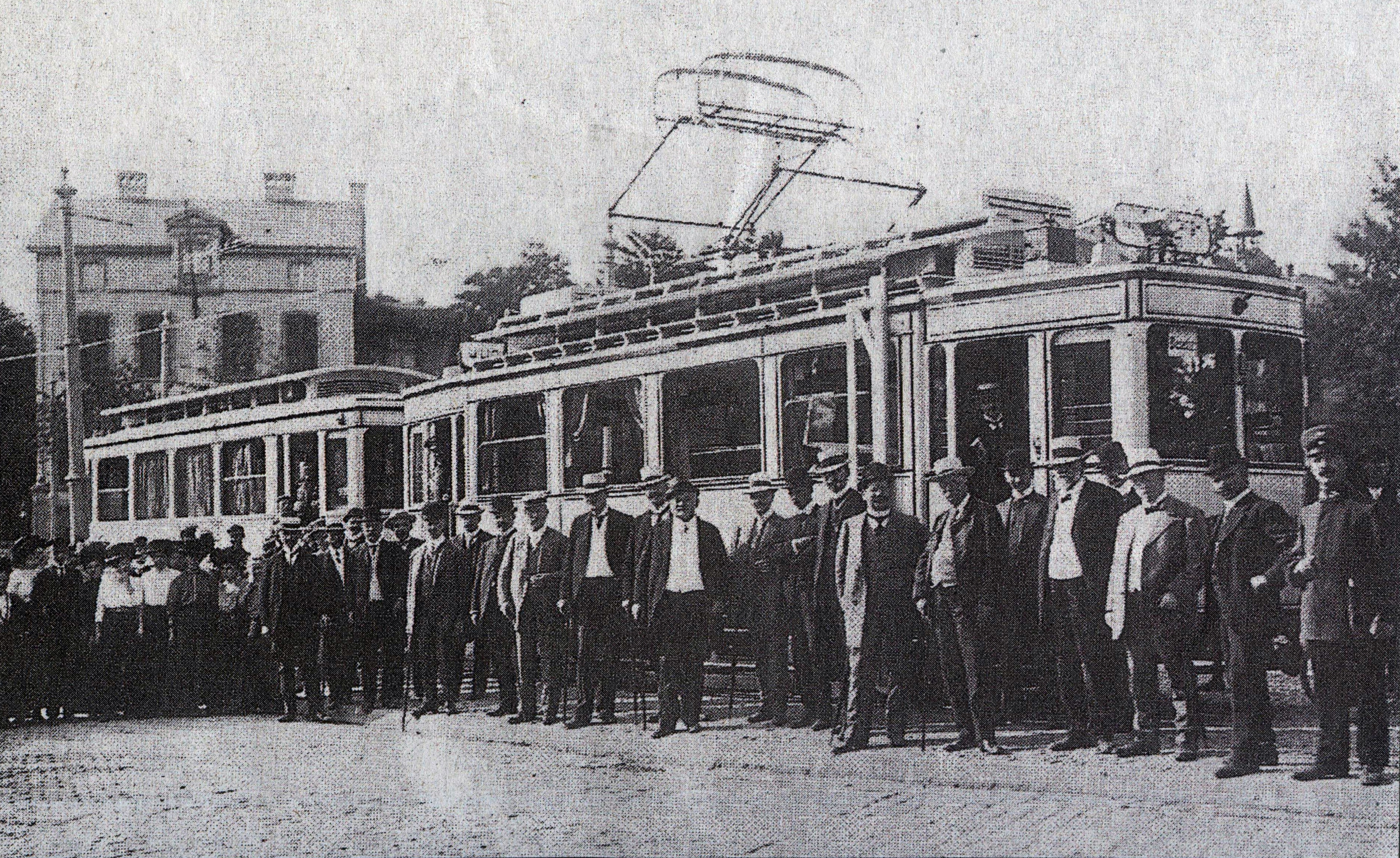
Jungfernfahrt der ersten elektrischen Bahn auf der Strecke Bonn-Godesberg-Mehlem am 24. Juli 1911

Hauptartikel: Straßenbahn Bonn–Godesberg–Mehlem
Zunächst als Dampfbahn verband die Straßenbahn Bonn–Godesberg–Mehlem (BGM) ab 1892 Bonn, Godesberg und Mehlem. Die Strecke bis Bad Godesberg ist heute Stadtbahnstrecke, der Abschnitt zwischen Bad Godesberg und Mehlem wurde 1976 stillgelegt.

### Bahnen der Stadt Bonn

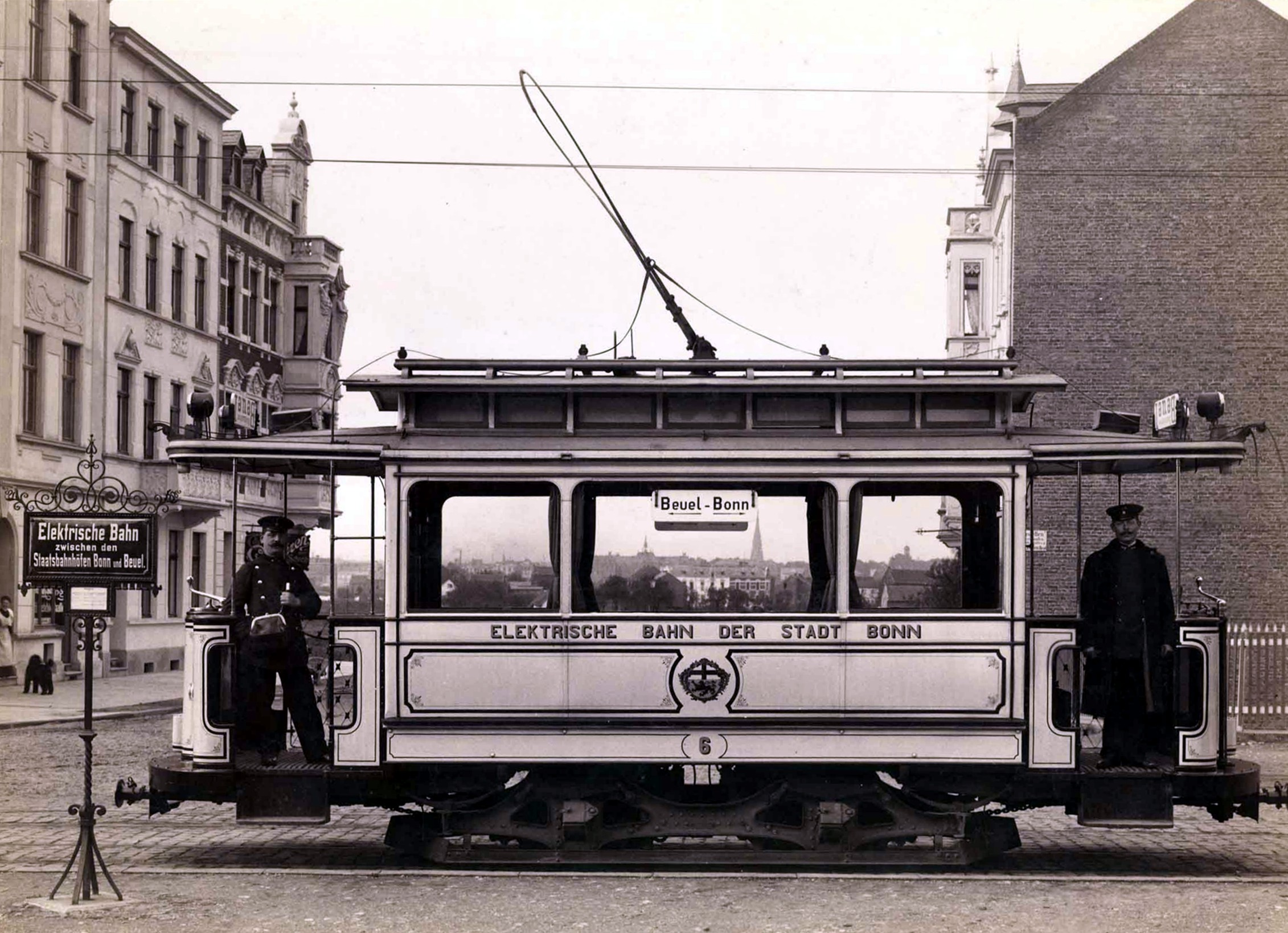
Elektrische Bahn zwischen Bonn und Beuel (1902)

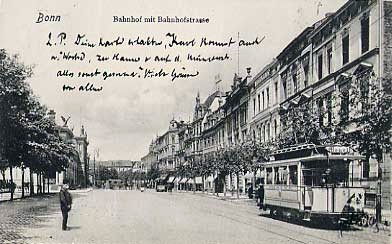
Linie 5 auf einer Postkarte von 1904

Parallel zu den Pferdebahnen der Firma Havestadt, Contag & Cie. setzte die Stadt eigene Pläne zum Bau einer Straßenbahn um. Nachdem mit Mitteln aus der Bonner Bürgerschaft 1898 eine Rheinbrücke von Bonn nach Beuel fertiggestellt war, äußerte Havestadt, Contag & Cie. den Wunsch, die Brücke mit den Pferdebahnen zu benutzen. Dies wurde durch die Stadt Bonn abgelehnt. Am 11. März 1898 bekam die Stadt von der Eisenbahndirektion in Köln eine Konzession für den Bau und den Betrieb eine meterspurigen Kleinbahn.
Am 21. Mai 1902 ging die 2,8 Kilometer lange von Siemens&Schuckert gebaute Straßenbahn zwischen den Bahnhöfen in Bonn und Beuel in Betrieb.
Nachdem die Pferde- und die Dampfbahn am 15. und 17. Oktober 1904 in den Besitz der Stadt übergegangen waren, beschloss man am 7. Dezember 1905, die Pferdebahnstrecke zu elektrifizieren und auf Normalspurweite umzuspuren. In den nächsten Jahren kam es zu folgenden Umstellungen und Neubauten:
| Eröffnungsdatum    | Strecke                                                                                               |
| ------------------ | --- |
| 15. September 1906 | Friedrichplatz – Sternstraße – Markt – Stockenstraße – Koblenzer Tor – Koblenzer Straße – Weberstraße |
| 29. September 1906 | Weberstraße – Siebengebirgsstraße (heute Heussallee) in Gronau – Gronauer Stadthalle                  |
| 1. März 1907       | Bahnhof – Poppelsdorf                                                                                 |
| 6. Dezember 1907   | Bahnhof – Bonner Talweg – Moltkestraße – Argelanderstraße – Venusberg                                 |
| 28. August 1908    | Rheindorf – Rheindorfer Straße – Herpenstraße in Grau-Rheindorf                                       |
| 14. August 1915    | Kessenich – Dottendorf                                                                                |
| September 1915     | Friedensplatz – Bornheimer Straße – Victoriabrücke – Beethovenplatz                                   |

Bis in das Jahr 1936 waren die Netze in der Innenstadt von Bonn getrennt. Die Direktion der Reichsbahn hatte es am 7. März 1905 abgelehnt, die Kreuzung der Pferdebahn mit den Gleisen der Reichsbahn auch für den elektrischen Betrieb freizugeben. Lediglich der Austausch von unbesetzten Wagen war gestattet.
Im Zweiten Weltkrieg musste die Bahn erhebliche Schäden im Fuhrpark und im Streckennetz hinnehmen. Nachdem der Betrieb des Öfteren zeit- und abschnittsweise hatte eingestellt werden müssen, wurde im Januar 1945 der Betrieb ganz eingestellt. Bis zum 1. Oktober 1946 war das Netz, bis auf einige kleinere Teilstücke, wieder in Betrieb. Unter anderem wurde die Strecke auf den Venusberg nicht wiederaufgenommen, da dieser Stadtteil von den alliierten Besatzungstruppen bewohnt wurde.
Am 28. August 1949 wurde der Abschnitt zwischen Koblenzer Straße und Gronau auf Omnibusbetrieb umgestellt. Den Mitgliedern der Bundesregierung war daran gelegen, dass sie sich mit ihren Wagen ungehindert im Regierungsviertel bewegen konnten, ohne auf die Straßenbahn Rücksicht nehmen zu müssen.

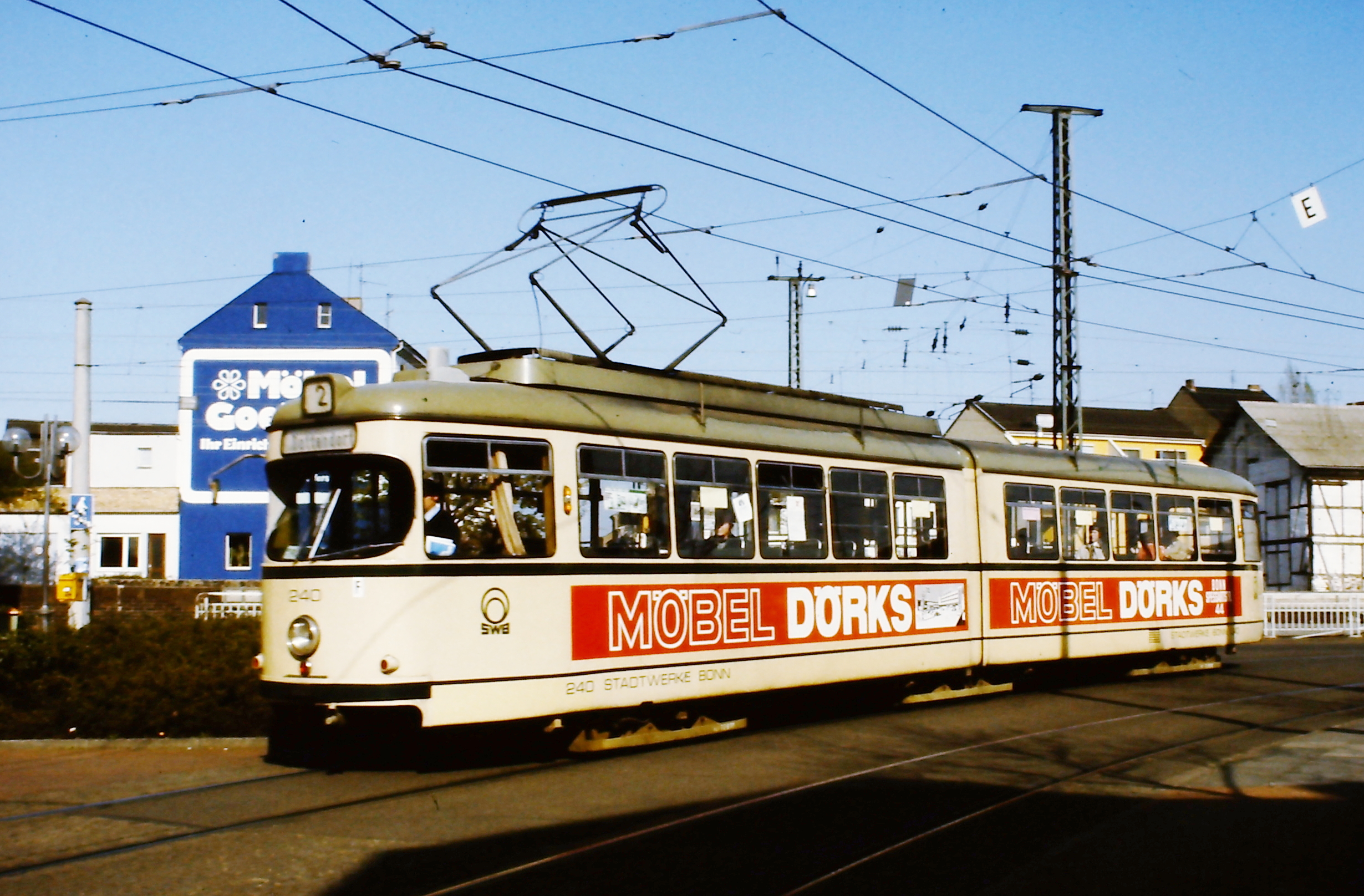
Düwag-Gelenkwagen auf Linie 2

Nach der Wiederherstellung der Rheinbrücke war Beuel ab dem 12. November 1949 wieder mit der Straßenbahn erreichbar. Nachdem am 4. Oktober 1953 die beiden Strecken vom Bahnhof nach Poppelsdorf und von Endenich in die Rheindorfer Straße aus finanziellen Gründen stillgelegt waren, verfügte Bonn nur noch über drei Straßenbahnlinien. Am 3. April 1955 fielen die Strecken vom Venusberg und von Endenich zum Bahnhof den gleichen Gründen zum Opfer. Somit bestanden nur noch die Linie 1 von Dottendorf nach Rheindorf und die Linie 2 von Dottendorf nach Beuel.
Am 1. November 1966 wurde die Linie 1 im Zuge des Neubaus der Autobahn verlegt. Eine weitere Veränderung fand im September 1974 statt, als beide Linien wegen der Einrichtung der Fußgängerzone aus der Innenstadt verlegt wurden. 1976 versuchte die Bundesregierung ein weiteres Mal, die aus ihrer Sicht lästige und überflüssige Straßenbahn aus dem Stadtbild verschwinden zu lassen, was aber unter anderem aufgrund des Widerstandes in der Bevölkerung nicht gelang.
Am 19. August 1994 wurde die Neubaustrecke von Graurheindorf bis Auerberg in Betrieb genommen. Weil die neue Endhaltestelle über keine Wendeschleife verfügt, wurden zu diesem Zeitpunkt alle alten (Einrichtungs-)Straßenbahnwagen ausgemustert und durch (Zweirichtungs-)Niederflur-Straßenbahnwagen ersetzt.

### Köln-Bonner Eisenbahnen AG
In einem Gemeinschaftsverkehr mit den Kölner Verkehrsbetrieben (KVB) betreiben die Stadtwerke Bonn seit 1978 zwei Stadtbahnlinien nach Eisenbahnbestimmungen (EBO) auf dem Netz der Köln-Bonner Eisenbahnen (KBE) und deren Nachfolgerin HGK zwischen Bonn und Köln.

## Historischer Verein Stadtwerke Bonn e. V.

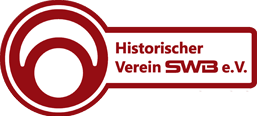
Logo des Historischen Vereins SWB e. V.

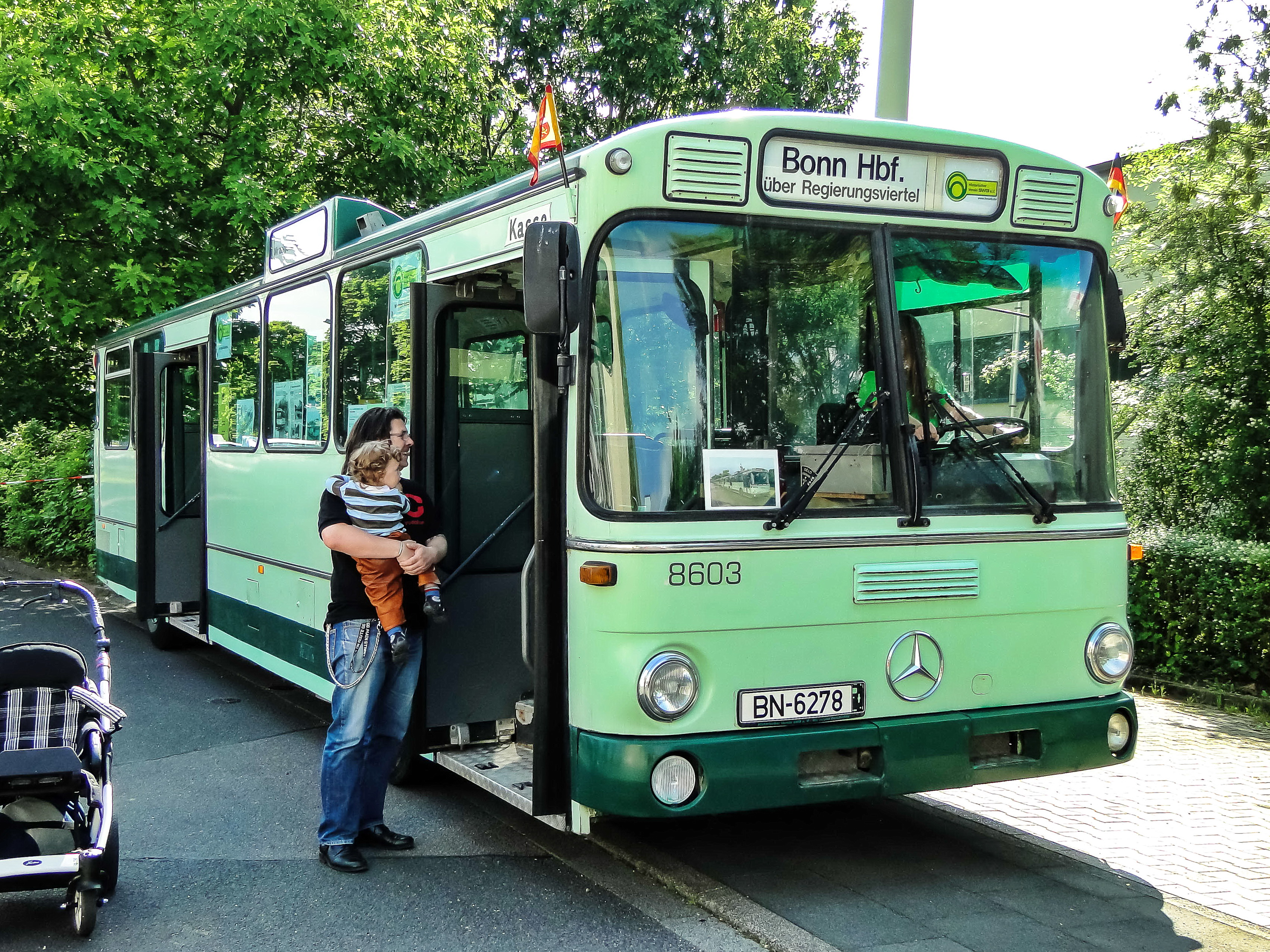
Standard-Linienbus der ersten Generation des Historischen Verein SWB e. V. (ehem. Wg. 8603 der SWB) beim Tag der offenen Tür im Betriebshof Dransdorf

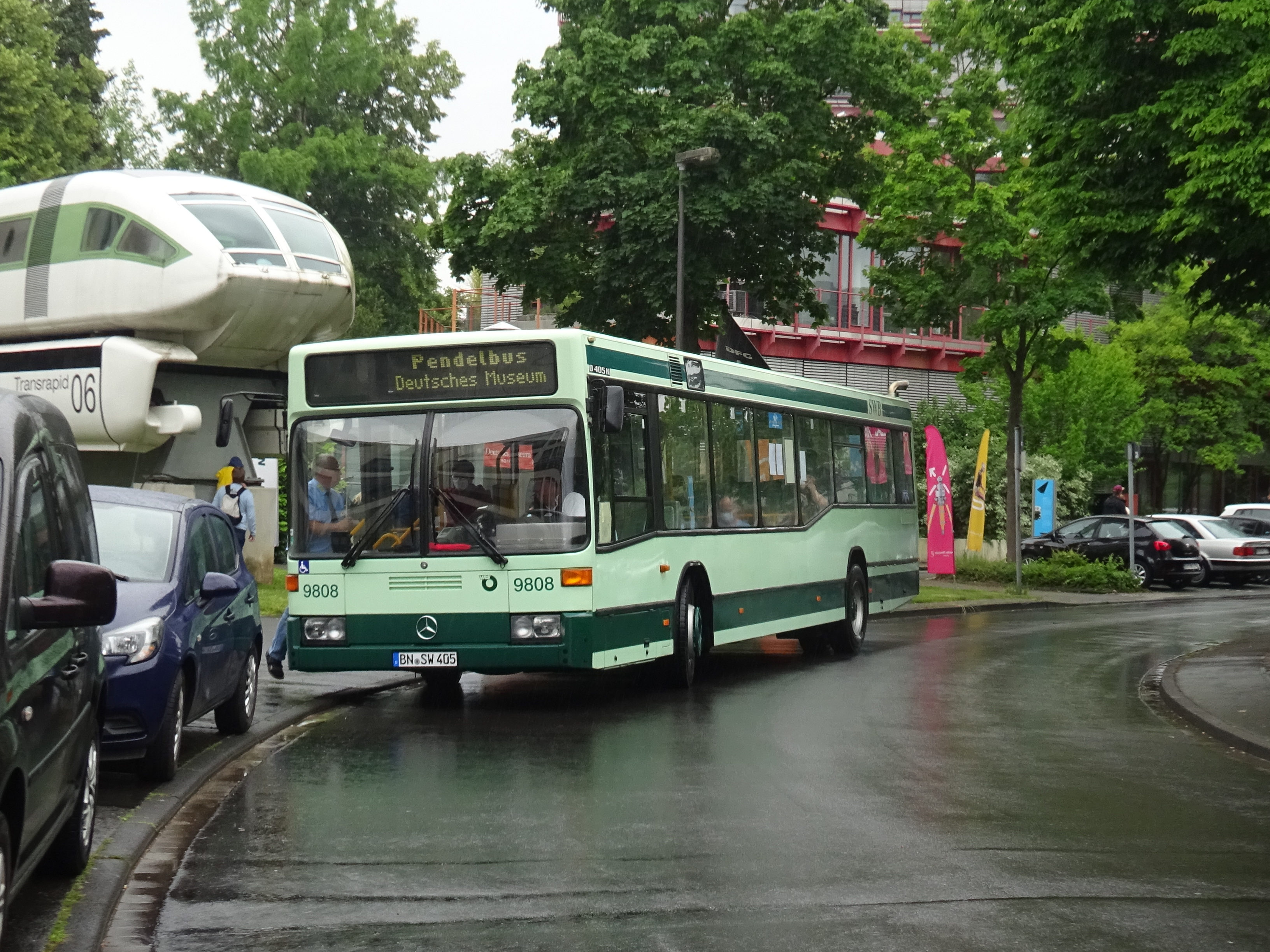
Standard-Linienbus der zweiten Generation des Historischen Verein SWB e. V. (ehem. Wg. 9808 der SWB) beim Museumsmeilenfest 2022 vor dem Deutschen Museum Bonn

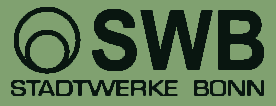
Ehemaliges Logo der SWB Stadtwerke Bonn Verkehrs-GmbH in grüner Farbgebung (rekonstruiert)

Seit Februar 2006 engagiert sich der von Mitarbeitern der SWB gegründete und getragene Verein um die Vermittlung von Wissen über 120 Jahre historischer Entwicklung des Bonner Nahverkehrs. Der HVSWB setzt sich für den Erhalt historischer Bus- und Bahnfahrzeuge ein und dokumentiert die Bonner Nahverkehrsgeschichte. Mit Informationsveranstaltungen, Ausstellungen und Sonderfahrten tritt der Verein in der Öffentlichkeit auf. Regelmäßig stattfindende Vereinsfahrten führen u. a. zu den Betriebshöfen verschiedener Verkehrsunternehmen, zu Straßenbahn- sowie Omnibusmuseen und zu Partnervereinen wie z. B. die Köln-Bonner Eisenbahn-Freunde.
Daneben zählt auch die Nahverkehrsausstellung im Schaufenster SWB-Service Center Bad Godesberg (Alte Bahnhofsstraße) mit historischen Exponaten und Bildern aus vergangenen Zeiten zu den Aktivitäten des Vereins.
Der Fahrzeugbestand des HVSWB besteht derzeit aus zwei ehemaligen Stadtbussen der Stadtwerke Bonn aus den Jahren 1986 und 1998:
Der älteste erhaltene, in grüner Farbgebung lackierte Bonner Standard-Linienbus, ein Mercedes-Benz O 305, wurde 2009 vom Verein gekauft und restauriert. Seit 2014 wird der Bus mit der Wagennummer 8603 regelmäßig für Sonderfahrten eingesetzt und auch vermietet.
Im Jahre 2018 konnte ebenfalls ein ausrangierter Solowagen vom Typ Mercedes-Benz O 405 N₂ (Wagen 9808) von der SWB übernommen werden. Es handelt sich dabei um einen VÖV-Standardbus der zweiten Generation. Er entstammt der Baureihe, welche als letztes noch in der Bonner Farbgebung mit weißgrünem Lack und moosgrünen Absetzstreifen ausgeliefert wurde. Im Frühjahr 2024 modernisierten, reparierten und restaurierten fünf Auszubildende der Stadtwerke Bonn den historischen Omnibus.
Die Vereinszeitung „HVSWB Aktuell“ informiert in mehreren Ausgabe jährlich rund um den Verein und gibt historische Einblicke zur Verkehrsgeschichte in Bonn und Umgebung. Sämtliche Ausgaben werden der Öffentlichkeit kostenlos in der Mediathek auf der Vereins-Website zugänglich gemacht.
Seit dem 7. Oktober 2008 ist der HVSWB eingetragener Verein. Des Weiteren wird er seit dem 1. Januar 2010 als gemeinnützig anerkannt.